# 紀元前425年
紀元前425年（きげんぜん425ねん）は、ローマ暦の年である。
当時は、「アトラティヌス、メドゥリヌス、キンキナトゥス、バルバトゥスが護民官に就任した年」として知られていた（もしくは、それほど使われてはいないが、ローマ建国紀元329年）。紀年法として西暦（キリスト紀元）がヨーロッパで広く普及した中世時代初期以降、この年は紀元前425年と表記されるのが一般的となった。

## 他の紀年法
- 干支 : 丙辰
- 日本
  - 皇紀236年
  - 孝昭天皇51年
- 中国
  - 周 - 威烈王元年
  - 秦 - 懐公4年
  - 晋 - 幽公9年
  - 楚 - 簡王7年
  - 斉 - 宣公31年
  - 燕 - 閔公14年
  - 趙 - 襄子51年
  - 魏 - 文侯21年
- 朝鮮
  - 檀紀1909年
- ベトナム :
- 仏滅紀元 : 120年
- ユダヤ暦 : 3336年 - 3337年

## できごと

### ギリシア
- アテナイの将軍デモステネスが、ペロポネソス半島のピュロス (Pylos) を陥れて、城塞化し、アテナイはスパルタに近い場所に強力な拠点を手に入れた。一方、ブラシダス率いるスパルタ軍は、近傍のスパクテリア島 (Sphacteria) に上陸したが、アテナイ軍から反撃を受けて撤退した。デモステネスが率いたアテナイ艦隊は、ピュロスの湾内でスパルタ艦隊を壊滅させた。
- アテナイ軍によるスパクテリア島侵攻には、クレオンも参戦した。そうして起こったピュロスの戦い (Battle of Pylos) はアテナイの勝利となり、スパルタ軍の兵士多数が投降した。ピュロスはアテナイ側の手中に残り、スパルタの領域を襲撃する拠点となり、また、スパルタ軍から逃亡してきた重装歩兵の亡命先となった。
- アテナイとスパルタの和平交渉が決裂すると、ピュロスの戦いの後、スパクテリア島にとり残された多数のスパルタ軍兵士たちは、クレオンとデモステネスによって追撃された。スパクテリア島の戦い (Battle of Sphacteria) でアテナイ軍はさらにスパルタ軍に打撃を与えた。スパルタは講和を求めたが、アテナイ側の指導者クレオンは、スパルタ側の申し出を拒むよう友軍を説得した。
- ケルキラ島の寡頭派が民主派に殺され、ケルキュラの内乱が終わった。

### 中国
- 威烈王が、周（東周）の王に即位した。

### 建築
- アテナイの建築家カリクラテスが、アテナイのアクロポリスにアテーナー・ニーケー神殿の建設を始めた。（おおよその年代）[1]

### 芸術
- 一部の歴史家が「Rich style」と称している様式が、ギリシアで始まる。

### 演劇
- エウリピデスの悲劇『ヘカベ (Hecuba))』が上演された。
- アリストパネスの喜劇『アカルナイの人々』が上演された。 制作はカリストラトス (Callistratus) で、この上演はレナイア (Lenaia) の演劇祭で優勝した。

## 死去
- アルタクセルクセス1世 - アケメネス朝ペルシア帝国の王
- ハリカルナッソスのヘロドトス - ドーリア人のギリシアの歴史家（紀元前485年ころ生）